# Motor Vehicle Accident Fund
Der Motor Vehicle Accident (MVA) Fund (zu Deutsch etwa Verkehrsunfallfonds) ist ein staatliches Unternehmen in Namibia. Es wurde 1991 auf Grundlage des Motor Vehicle Accident Fund Act, 1990 (mit Anpassungen aus den Jahren 2001 und 2007) gegründet und ist dem Ministerium für Öffentliche Arbeiten und Verkehr unterstellt. 
Hauptaufgabe des MVA Funds ist die Planung und Durchführung von Maßnahmen zur Verkehrsunfallprävention und die Entschädigung von Verkehrsunfallopfern bzw. deren abhängigen Personen. Sie stellt eine Art Kfz-Haftpflichtversicherung dar.

## Finanzen
Der MVA Fund finanziert sich durch eine Steuer auf Treibstoff (0,477 Namibia-Dollar je Liter; Stand 2017), so dass jeder Fahrzeugführer einen indirekte Beitrag leistet. Das Vermögen des Fonds wird (Stand 2017) mit mehr als einer Milliarde Namibia-Dollar angegeben.

## Kompensationszahlungen
Der MVA Fund kennt fünf verschiedene Entschädigungszahlungen:
- Medizinische Unterstützung: Bis zu 1,5 Millionen Namibia-Dollar für medizinische Soforthilfe und Rehabilitation
- Verletzungsuntersützung: Bis zu 100.000 Namibia-Dollar für direkt mit dem Unfall in Zusammenhang stehende Verletzungen
- Beisetzungszuschuss: 7000 Namibia-Dollar für die Beisetzung eines Verkehrsunfallopfers
- Einkommensunterstützung: Bis zu 100.000 Namibia-Dollar für Einkommensverluste aufgrund eingeschränkter Arbeitskraft
- Beihilfe-Unterstützung: Bis zu 100.000 Namibia-Dollar für abhängige Personen eines Unfallopfers, bei Tod der versorgenden Person